# Von der Leyen (famiglia)

Stemma della famiglia Leyen

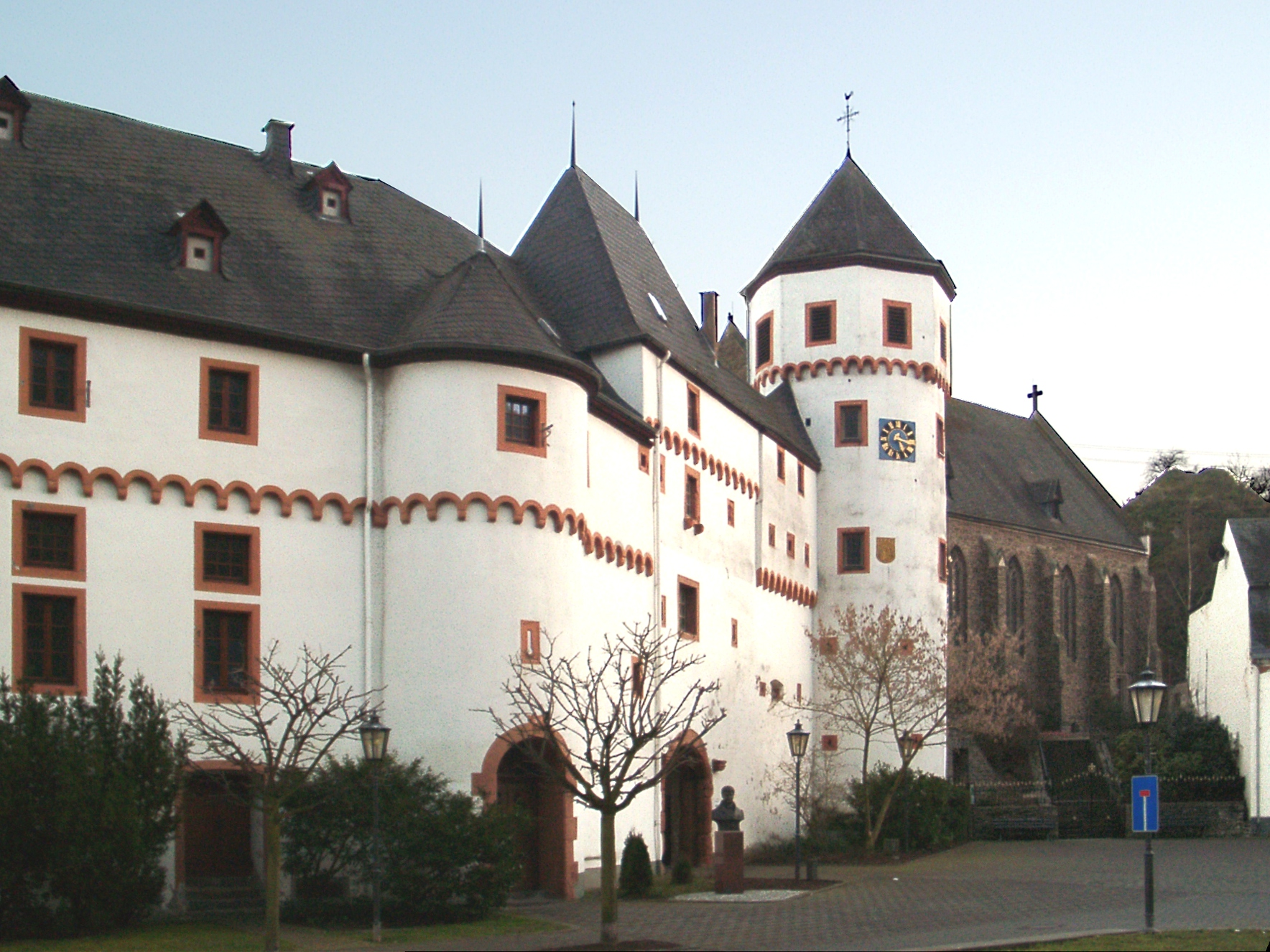
Schloss Gondorf, la sede originaria della famiglia

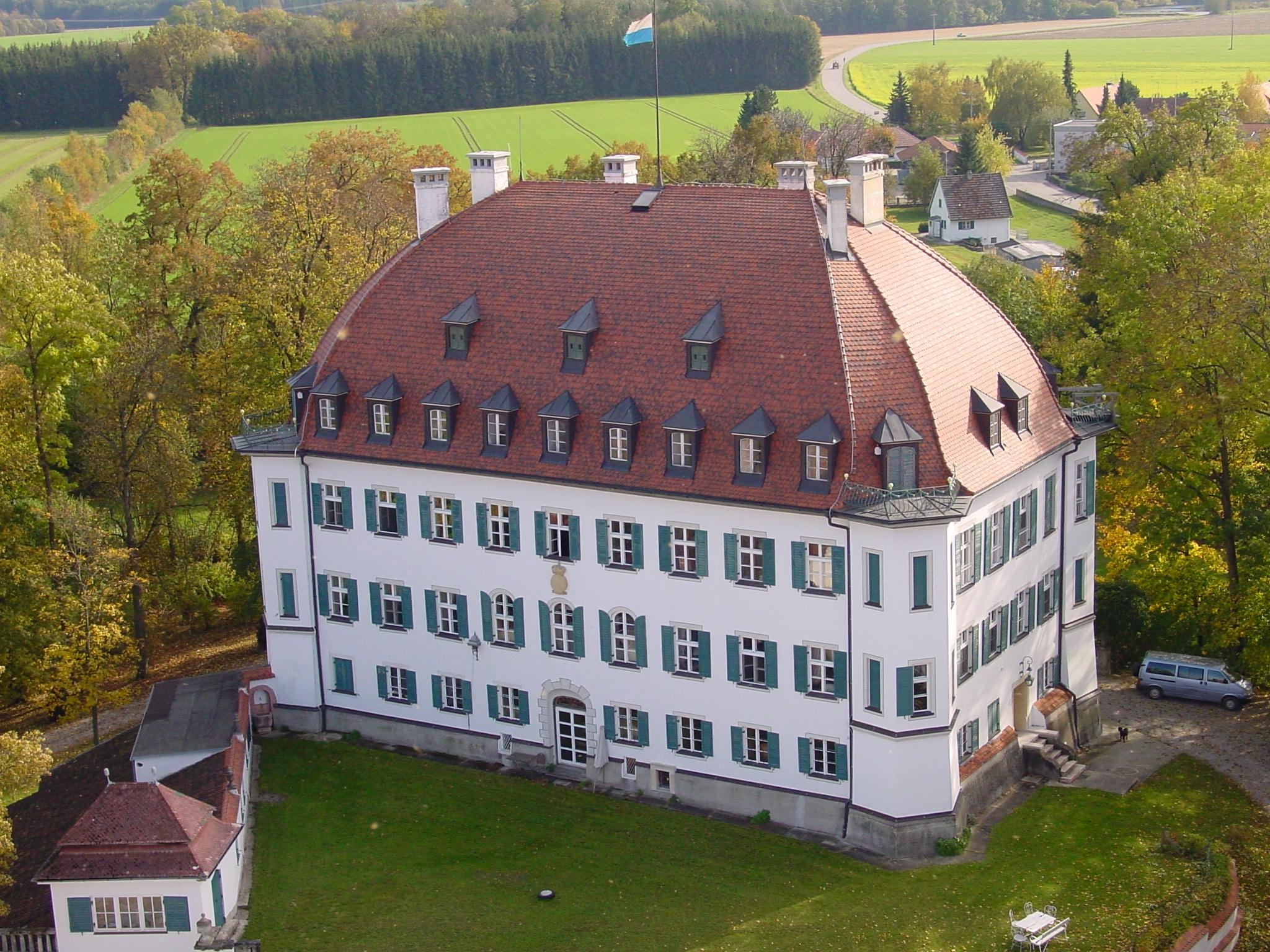
Castello di Waal, Baviera, residenza della famiglia dal 1820

La casata von der Leyen è un'antica famiglia nobile tedesca di rango principesco e storicamente sovrano. In quanto antica famiglia regnante e mediatizzata, appartiene agli Hochadel (alta nobiltà).

## Storia
L'origine può essere fatta risalire a metà del X secolo, periodo in cui la Casa aveva possedimenti sulla Mosella. Originariamente la famiglia era chiamata de Petra o dal suo castello a Gondorf (Cunthereve). Dal XIV secolo si chiama von der Leyen. I suoi membri avevano la carica ereditaria di siniscalco nell'Elettorato di Treviri. Possedevano anche Adendorf vicino a Bonn, Leiningen sull'Hunsrück, la Signoria di Arenfels e St. Ingbert.
Prima del 1660, Hugo Ernst (linea Leyen-Adendorf) divenne signore di Blieskastel e, nel 1657, fu creato Reichsfreiherr (barone imperiale) von der Leyen. Oltre ai suoi territori sparsi, la famiglia acquisì le signorie di Burresheim e Blieskastel prima del 1660, dove costruì una residenza intorno al 1760. Nel 1697 il Freiherr Karl Caspar ricevette la contea di Hohengeroldseck come feudo dall'Austria. Nel 1711 fu creato conte imperiale (Reichsgraf) von der Leyen und zu Hohengeroldseck . Dopo aver perso la maggior parte dei territori del conte a causa di Napoleone, il Reichsgraf Philipp Franz mantenne ancora la contea di Geroldseck. Dopo essersi unito alla Confederazione del Reno nel 1806, fu creato Fürst (principe) von der Leyen. Il fratello di sua madre era Karl Theodor Anton Maria von Dalberg, che in seguito divenne principe-primate della Confederazione del Reno e granduca di Francoforte. Nel 1819 i possedimenti del principato furono mediatizzati sotto Baden, sebbene il titolo sia ancora nominalmente detenuto dalla casata von der Leyen.
Due membri della famiglia divennero arcivescovi di Treviri:
- 1556-1567 Il principe elettore Johann von der Leyen
- 1652-1676 principe elettore Karl Kaspar von der Leyen-Hohengeroldseck

e uno divenne arcivescovo di Magonza:
- 1675–1678 principe elettore e arcicancelliere del Sacro Romano Impero Damian Hartard von der Leyen-Hohengeroldseck

Erwein Otto Philipp Prince von der Leyen (1894–1970) morì senza eredi maschi, ma lasciò il titolo e la proprietà a suo nipote, Philipp-Erwein IV von Freyberg zu Eisenberg (nato nel 1967), settimo principe von der Leyen und zu Hohengeroldseck. Gli succederà Wolfram, principe ereditario di Leyen e zu Hohengeroldseck (nato nel 1990). Il principe Philipp-Erwein IV, l'attuale capofamiglia, discende, tra gli altri, da Federico II, imperatore del Sacro Romano Impero, Vsevolod I di Kiev, Ugo Capeto, Eric il Vittorioso, Aroldo II d'Inghilterra, papa Giulio II e papa Paolo III.
I membri della Casa di Leyen hanno diritto al trattamento di "sua altezza serenissima". Sebbene la legge tedesca non riconosca uno status per le case nobiliari o i loro titoli, il governo consente l'uso di titoli al posto del cognome.